# یژی روژیتسکی
یژی روژیتسکی (انگلیسی: Jerzy Różycki؛ ‏ pronounced [ˈjɛʒɨ ruˈʒɨt͡ski] ()؛ ‏ ۲۴ ژوئیهٔ ۱۹۰۹ – ۹ ژانویهٔ ۱۹۴۲) ریاضی‌دان و رمزنگار اهل لهستان بود.
او یکی از سه رمزنگاری بود که پیش از جنگ جهانی دوم، روی رمزهای ماشین انیگمای آلمان‌ها کار کرد و موفق به رمزگشایی آن شد.